# Нужный, Владимир Павлович
Владимир Павлович Нужный — советский хозяйственный, государственный и политический деятель.

## Биография
Родился в 1937 году в Киста Митрофановского района Северокавказского края. Член КПСС.
С 1954 года — на хозяйственной, общественной и политической работе. В 1954—1997 гг. — шофёр местного колхоза «Россия» Апанасенковского района, в рядах Советской Армии, бригадир овцеводческой бригады, руководитель арендного коллектива откормочной овцеплощадки колхоза «Россия» Апанасенковского района Ставропольского края.
Указами Президиума Верховного Совета СССР от 16 декабря 1980 года и от 29 августа 1986 года награждён орденами Трудовой Славы 3-й и 2-й степеней.
Указом Президиума Верховного Совета СССР от 23 августа 1990 года награждён орденом Трудовой Славы 1-й степени.
Избирался народным депутатом СССР.
Жил в селе Манычском.